# 捷克议会
捷克共和国议会（捷克語：Parlament České republiky）是捷克的立法机关，分為參議院（81席）和眾議院（200席），後者為主要議事機構。议会总部位于首都布拉格。